# The Witcher 2: Assassins of Kings
The Witcher 2: Assassins of Kings (polonès: Wiedźmin 2: Zabójcy królów) és un videojoc de rol d'acció desenvolupat per CD Projekt i basat en els llibres d'Andrzej Sapkowski. És la seqüela del joc del 2007 The Witcher. Va ser llençat per a Microsoft Windows, Xbox 360, OS X i Linux.
Els jugadors porten en Geralt de Rivia, un caçador de monstres. El joc està ambientat en un món de fantasia inspirat en la història de Polònia i la mitologia eslava.
El joc va tenir un gran èxit comercial i va ser aclamat per la crítica. El maig de 2012 va arribar a les 1,7 milions de còpies venudes. La seva seqüela, The Witcher 3: Wild Hunt va sortir a la venda el maig de 2015.